# Штайнерт, Кристин
Кристин Штайнерт (нем. Kristin Steinert, 3 сентября 1987, Берлин) — немецкая бобслеистка, разгоняющая, выступает за сборную Германии с 2009 года. Серебряная призёрша чемпионата мира в смешанных состязаниях по бобслею и скелетону, неоднократная победительница и призёрша национальных первенств, различных этапов Кубка мира и Европы.

## Биография
Кристин Штайнерт родилась 3 сентября 1987 года в коммуне Гласхюттен, федеральная земля Гессен. Заинтересовалась спортом уже с юных лет, активно заниматься бобслеем начала в 2009 году, вскоре в качестве разгоняющей присоединилась к национальной сборной и стала ездить на крупные международные старты, причём часто показывала довольно неплохие результаты. В декабре дебютировала в Кубке Европы, на домашней трассе в Альтенберге немного не дотянула до призовых позиций, приехав к финишу четвёртой. В следующем сезоне впервые поучаствовала в заездах Кубка мира, находясь в двухместном экипаже рулевой Катлин Мартини, на соревнованиях в канадском Уистлере заняла четвёртое место, вновь оставшись в стороне от медалей. Однако буквально через неделю взяла золото на этапе в Калгари, победив зачёте смешанных состязаний по бобслею и скелетону. Ещё через неделю выиграла бронзовую награду на этапе в американском Парк-Сити.
В феврале 2011 года Штайнерт впервые побывала на взрослом чемпионате мира, на трассе в Кёнигсзее участвовала только в смешанной бобслейно-скелетонной программе, но была здесь весьма успешна, завоевав серебряную медаль. Следующий сезон из-за резко возросшей конкуренции в сборной вынуждена была проводить в основном на второстепенных менее значимых турнирах, тем не менее, к кубковому циклу 2012/13 вернулась в основу немецкой команды, став разгоняющей у рулевой Каролин Зенкер.